# Euxoa caerulescens
Euxoa caerulescens là một loài bướm đêm trong họ Noctuidae.